# Diecezja Taungngu
Diecezja Taungngu (łac. Dioecesis Tunguensis) – rzymskokatolicka Diecezja ze stolicą w Taungngu, w Mjanmie.
Archidiecezja podlega metropolii Taunggyi.

## Historia
- 1 stycznia 1955 powołanie rzymskokatolickiej Diecezji Taungngu

## Biskup Kengtung
- - bp. Isaac Danu (od 1 września 1989)